# Dylan Moscovitch
Dylan Moscovitch (Toronto, 23 settembre 1984) è un ex pattinatore artistico su ghiaccio canadese.

## Biografia
Moscovitch ha iniziato a gareggiare in coppia insieme a sua sorella Kyra. Dalla stagione 2009-2010 ha fatto coppia con Kirsten Moore-Towers, con la quale ha vinto la medaglia d'argento nella gara a squadre alle Olimpiadi di Soči 2014, un argento ai Campionati dei Quattro continenti e un titolo canadese.
Terminata la stagione olimpica 2013-14 ha cambiato partner unendosi alla russa Ljubov' Iljušečkina, con cui ha vinto la medaglia di bronzo ai Campionati dei Quattro continenti di Gangneung 2017. Nel 2018 si è ritirato dall'attività agonistica.

## Palmarès
GP: Grand Prix; CS: Challenger Series; JGP: Junior Grand Prix

### Con Iljušečkina
| Internazionali          | Internazionali | Internazionali | Internazionali | Internazionali |
| Evento                  | 2014–15        | 2015–16        | 2016–17        | 2017–18        |
| ----------------------- | -------------- | -------------- | -------------- | -------------- |
| Campionati mondiali     | 13°            | 7°             | 6°             |                |
| Quattro continenti      | 6°             | 5°             | 3°             | 4°             |
| GP Trophée Eric Bompard |                |                |                | 4°             |
| GP Cup of China         |                | 7°             | 3°             |                |
| GP NHK Trophy           |                | 5°             |                |                |
| GP Skate Canada         |                |                | 3°             | 6°             |
| CS Finlandia Trophy     |                |                |                | 4°             |
| CS Ondrej Nepela Trophy |                |                | 2°             |                |
| CS Ondrej Nepela Trophy |                | 4°             |                |                |
| CS Warsaw Cup           | 1°             |                |                |                |
| Nazionali               |                |                |                |                |
| Campionati canadesi     | 2°             | 3°             | 2°             | 4°             |

### Con Moore-Towers
| Internazionali | Internazionali | Internazionali | Internazionali | Internazionali | Internazionali | Internazionali | Internazionali | Internazionali |
| Evento | 2014–15        | 2015–16        | 2016–17        | 2017–18        | 2018–19        | 2019–20        | 2020–21        | 2021–22        |
| --- | -------------- | -------------- | -------------- | -------------- | -------------- | -------------- | -------------- | -------------- |
| Giochi olimpici invernali |                |                |                | 11°            |                |                |                | 10°            |
| Campionati mondiali |                | 8°             |                | 6°             | 7°             | C              | 6°             | R              |
| Quattro continenti | 9°             |                | 7°             |                | 2°             | 3°             |                |                |
| GP Final |                |                |                |                |                | 5°             |                |                |
| GP Cup of China |                |                |                | 3°             |                |                |                |                |
| GP Trophée Eric Bompard | 7°             |                |                |                |                |                |                |                |
| GP NHK Trophy |                |                | R              |                | 4°             | 2°             |                |                |
| GP Rostelecom Cup |                | 7°             | R              |                |                |                |                | 5°             |
| GP Skate America |                |                |                | 6°             |                |                |                |                |
| GP Skate Canada | 6°             | 3°             |                |                | 3°             | 2°             | C              | 6°             |
| CS Autumn Classic |                |                |                |                | 2°             |                |                |                |
| CS Finlandia Trophy |                |                |                |                | 2°             |                |                | 8°             |
| CS Golden Spin |                |                |                |                |                |                |                | 8°             |
| CS Nebelhorn Trophy |                |                |                |                |                | 1°             |                |                |
| CS U.S. Classic |                | 3°             | R              | 1°             |                |                |                |                |
| Nazionali |                |                |                |                |                |                |                |                |
| Campionati canadesi | 4°             | 4°             | 3°             | 3°             | 1°             | 1°             | C              | 1°             |
| Eventi a squadre |                |                |                |                |                |                |                |                |
| Giochi olimpici invernali |                |                |                |                |                |                |                | 4° S 5° P      |
| World Team Trophy |                |                | 4° S 4° P      |                | 5° S 4° P      |                |                |                |
| R = Ritirati; C = Evento cancellato S = Risultato della squadra; P = Risultato personale. Medaglie assegnate solo per il risultato della squadra. |                |                |                |                |                |                |                |                |

### Con Moscovitch
| Internazionali      | Internazionali | Internazionali | Internazionali | Internazionali |
| Evento              | 2005–06        | 2006–07        | 2007–08        | 2008–09        |
| ------------------- | -------------- | -------------- | -------------- | -------------- |
| Nebelhorn Trophy    |                |                |                | 8°             |
| Nazionali           |                |                |                |                |
| Campionati canadesi | 1° J           | 7°             | 4°             |                |
| J = Junior          |                |                |                |                |